# Ville libre de Dantzig
Ne doit pas être confondu avec République de Dantzig (1807-1815).
 (juin 2016).
Si vous disposez d'ouvrages ou d'articles de référence ou si vous connaissez des sites web de qualité traitant du thème abordé ici, merci de compléter l'article en donnant les références utiles à sa vérifiabilité et en les liant à la section « Notes et références ».
10 janvier 1920 – 1er novembre 1939
Entités précédentes :
- Empire allemand

Entités suivantes :
- Reich allemand

La ville libre de Dantzig (en allemand : Freie Stadt Danzig ; en polonais : Wolne Miasto Gdańsk) est une cité-État sous la protection de la Société des Nations de 1920 à 1939, avant son rattachement au Reich.

## Origines
Ancienne capitale du duché de Poméranie, Dantzig (aujourd'hui Gdańsk) devient polonaise en 1295, puis passe sous l'autorité des chevaliers Teutoniques en 1308. Devenue ville de la Ligue hanséatique en 1350, elle acquiert en 1454 le statut de ville libre (au sein de la république des Deux Nations), qu'elle conserve jusqu'en 1793, lorsqu'elle est annexée par la Prusse lors du deuxième partage de la Pologne. Elle redevient ville libre sous l'occupation napoléonienne, au traité de Tilsit en 1807. En 1815, la ville est récupérée par la Prusse et devient en 1878 la capitale de la province de Prusse-Occidentale.

## Statut
Le traité de Versailles de 1919 retire Dantzig à l'Allemagne bien que la majorité de ses habitants soient allemands (95 % de germanophones au recensement de 1923, contre 4 % de Polonais, les minorités cachoube, de confession russe orthodoxe et juive n'étant pas évaluées, car le recensement ne tenait compte que de la langue parlée) et en fait une ville libre. Son territoire, enclavé dans celui de la Pologne, est placé sous la protection de la Société des Nations (1920).
La Pologne conserve le contrôle d'un certain nombre de secteurs économiques (port, douane, communications ferroviaires extérieures), dispose d'une garnison et d'un arsenal portuaire (Westerplatte), et gère une administration de Poste et des télégraphes, dite « Poste polonaise » (Polnisches Postamt).

## Tensions germano-polonaises

### Hostilité locale tournée contre la Pologne
En l'absence de plébiscite, cette décision est considérée par la population comme une violation du droit des peuples à disposer d'eux-mêmes pourtant proclamé par le président américain Woodrow Wilson, ce qui suscite de nombreuses plaintes auprès de la Société des Nations, et exacerbe le sentiment anti-polonais. En décembre 1920, aux élections du parlement local (Volkstag), le parti nationaliste allemand (Deutschnationale Volkspartei) arrive déjà en tête.
L'accession au pouvoir d'Adolf Hitler en Allemagne s'accompagne de la même progression du parti nazi à Dantzig, où le contrôle international l'empêche d'abord d'anéantir les partis d'opposition.

### Revendications allemandes
De son côté, l'Allemagne revendique l'incorporation de toutes les populations allemandes – et leurs territoires – sous son autorité. Toutes les autres propositions, intimidations et menaces de Berlin concernant le corridor de Dantzig restent sans effet. Hitler propose notamment au gouvernement polonais de construire une autoroute et un chemin de fer reliant le Brandebourg à la Prusse-Orientale via Dantzig. Après les élections au Sénat (Volksrat) de 1935, le nouveau président du Sénat, Arthur Greiser, oriente la politique de Dantzig vers le rattachement à l'Allemagne. Fin août 1939, le Gauleiter Albert Forster se proclame chef d’État et décrète le rattachement après l'attaque du dépôt de munitions polonais de la Westerplatte.

## Intégration dans le Troisième Reich

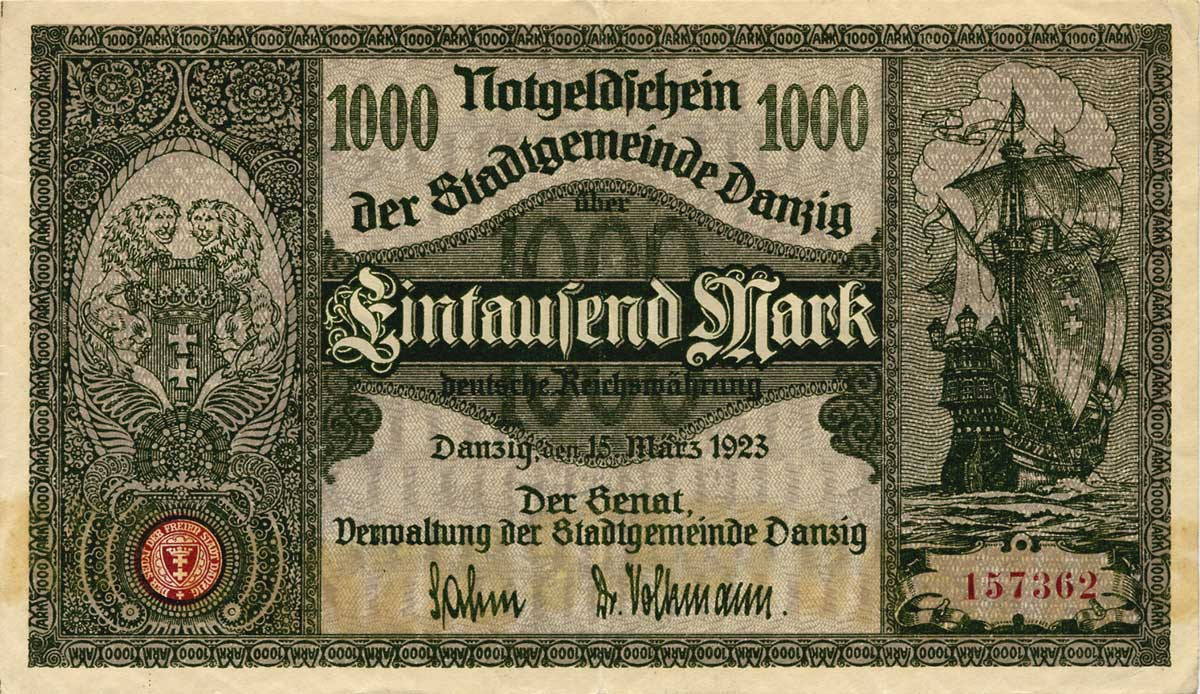
1000 marks de Dantzig (1923).

Le 1er septembre 1939, l’Allemagne envahit le territoire de la ville libre de Dantzig et l'occupe le lendemain après avoir bombardé la garnison polonaise de Westerplatte. Cet acte, avec l'invasion de la Pologne, entraîne le début de la Seconde Guerre mondiale. Le rattachement de Dantzig à l'Allemagne est proclamé par le Gauleiter de Dantzig ; placée sous régime d'occupation militaire, la ville est intégrée au Gau de Dantzig-Prusse occidentale par un décret du 8 octobre 1939, applicable au 1er novembre suivant.

## Liste des hauts-commissaires de la Société des nations
- 1919-1920 : Reginald Tower  Royaume-Uni
- 1920 : Edward Lisle Strutt  Royaume-Uni
- 1920 : Bernardo Attolico  Italie
- 1921-1923 : Richard Cyril Byrne Haking  Royaume-Uni
- 1923-1925 : Mervyn Sorley McDonnell  Royaume-Uni
- 1925-1929 : Joost Adriaan van Hamel  Pays-Bas
- 1929-1932 : Manfredi di Gravina  Italie
- 1932-1934 : Helmer Rosting  Danemark
- 1934-1936 : Seán Lester  Irlande
- 1937-1939 : Carl Jakob Burckhardt  Suisse

## Nés dans la ville libre de Dantzig
entre 1919 et 1939
- Boris Fraenkel (1921)
- Klaus Kinski (1926)
- Günter Grass (1927)
- Frank Meisler (1929)
- Holger Czukay (1938)
- Eddi Arent (1925)